# أزرق القوات الجوية
أزرق القوات الجوية (بالإنجليزية: Air Force blue)‏
ألوان القوة الجوية الزرقاء هي مجموعة متنوعة من درجات اللون الأزرق، ويتم تحديد أنقى الدرجات منها باعتبارها لون السماء في يوم صاف.
بعض هذه الألوان استخدمتها القوات الجوية ولا سيما القوات الجوية الأمريكية وهي مستخدمة أيضاً من قبل أكاديمية القوات الجوية الأمريكية، قد تبدو وكأنها هي أحد درجات اللون الأزرق بدلا من الأزرق السماوي.